# Ronquerolles
Ronquerolles és un municipi francès al departament de Val-d'Oise (regió d'Illa de França). L'any 2007 tenia 843 habitants.
Forma part del cantó de L'Isle-Adam, del districte de Pontoise i de la Comunitat de comunes de l'Haut Val-d'Oise.

## Demografia

### Població
El 2007 la població de fet de Ronquerolles era de 843 persones. Hi havia 309 famílies, de les quals 61 eren unipersonals (12 homes vivint sols i 49 dones vivint soles), 106 parelles sense fills, 130 parelles amb fills i 12 famílies monoparentals amb fills.
La població ha evolucionat segons el següent gràfic:

### Habitatges
El 2007 hi havia 348 habitatges, 316 eren l'habitatge principal de la família, 15 eren segones residències i 17 estaven desocupats. 334 eren cases i 9 eren apartaments. Dels 316 habitatges principals, 285 estaven ocupats pels seus propietaris, 23 estaven llogats i ocupats pels llogaters i 7 estaven cedits a títol gratuït; 1 tenia una cambra, 11 en tenien dues, 41 en tenien tres, 76 en tenien quatre i 187 en tenien cinc o més. 267 habitatges disposaven pel capbaix d'una plaça de pàrquing. A 121 habitatges hi havia un automòbil i a 167 n'hi havia dos o més.

### Piràmide de població
La piràmide de població per edats i sexe el 2009 era:
| Homes | Edats   | Dones |
| ----- | ------- | ----- |
| 0     | 95 o +  | 0     |
| 4     | 90 a 94 | 0     |
| 0     | 85 a 89 | 0     |
| 0     | 80 a 84 | 8     |
| 24    | 75 a 79 | 24    |
| 12    | 70 a 74 | 16    |
| 24    | 65 a 69 | 20    |
| 12    | 60 a 64 | 20    |
| 24    | 55 a 59 | 20    |
| 24    | 50 a 54 | 32    |
| 44    | 45 a 49 | 16    |
| 20    | 40 a 44 | 28    |
| 40    | 35 a 39 | 28    |
| 20    | 30 a 34 | 28    |
| 28    | 25 a 29 | 32    |
| 20    | 20 a 24 | 8     |
| 12    | 15 a 19 | 24    |
| 20    | 10 a 14 | 24    |
| 28    | 5 a 9   | 20    |
| 40    | 0 a 4   | 20    |

## Economia
El 2007 la població en edat de treballar era de 559 persones, 424 eren actives i 135 eren inactives. De les 424 persones actives 398 estaven ocupades (207 homes i 191 dones) i 26 estaven aturades (17 homes i 9 dones). De les 135 persones inactives 48 estaven jubilades, 52 estaven estudiant i 35 estaven classificades com a «altres inactius».

### Ingressos
El 2009 a Ronquerolles hi havia 305 unitats fiscals que integraven 840 persones, la mediana anual d'ingressos fiscals per persona era de 24.654 €.

### Activitats econòmiques
Dels 25 establiments que hi havia el 2007, 2 eren d'empreses de fabricació de material elèctric, 2 d'empreses de fabricació d'altres productes industrials, 10 d'empreses de construcció, 5 d'empreses de comerç i reparació d'automòbils, 2 d'empreses de transport, 1 d'una empresa d'informació i comunicació, 1 d'una empresa financera, 1 d'una empresa immobiliària i 1 d'una empresa de serveis.
Dels 10 establiments de servei als particulars que hi havia el 2009, 3 eren paletes, 1 guixaire pintor, 1 fusteria, 2 lampisteries, 1 electricista i 2 empreses de construcció.

## Equipaments sanitaris i escolars
El 2009 hi havia una escola elemental.

## Poblacions properes
El següent diagrama mostra les poblacions més properes.